# Da Lat

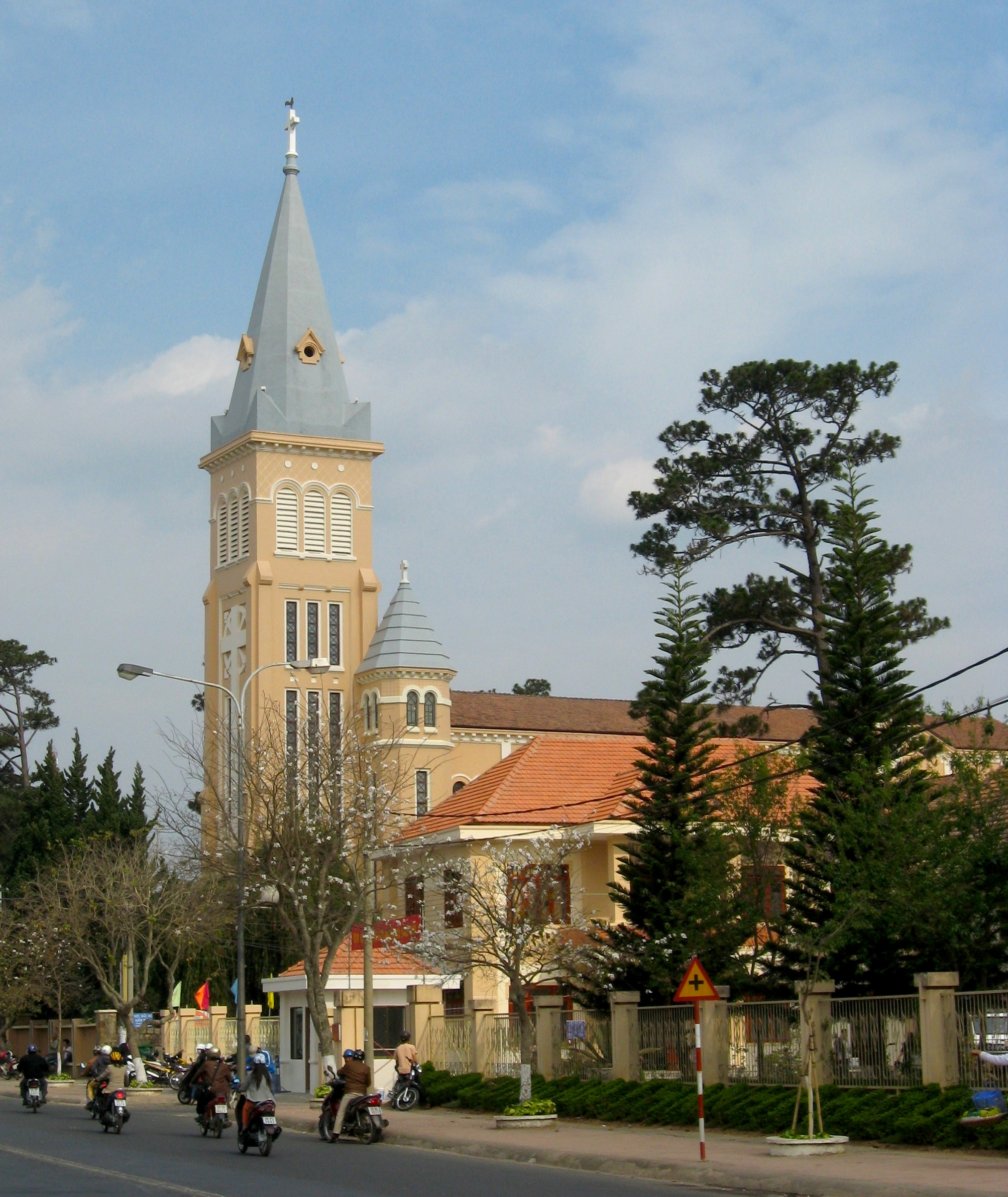
Da Lat

Da Lat é uma cidade no Vietnã. É a capital da província de Lam Dong. Da Lat está localizada no planalto, 1500 metros acima do nível do mar, com clima temperado. A temperatura média é de 18° C a 25° C. A temperatura mais alta em Da Lạt foi de 27° C, e a menor foi de 6,5° C. O povo francês começou a construir esta cidade em 1907. Os franceses construíram muitas moradias e hotéis de resort. Ao redor da cidade existem vários vales, lagos, cachoeiras. O aeroporto fica a 24 km ao sul da cidade. Hoje, Da lat é um dos maiores destinos turísticos do Vietname. A população é 206.105 (2009), sendo 185.509 habitantes na área urbana. A cidade abrange 393,29 km ².